# Cantors sats
Cantors sats (efter Georg Cantor) är en sats inom mängdteorin som innebär att det inte finns någon gräns för hur stora kardinaltal man kan bilda: Om man bildar potensmängden av en mängd (ändlig eller oändlig), får man alltid en ännu större mängd. Att potensmängden till en mängd alltid är en mängd är innebörden i potensmängdsaxiomet.
Satsen lyder: α < 2α för alla kardinaltal α.

## Bevis
Att potensmängden har större kardinalitet innebär att det inte finns någon bijektion f : X → P(X). Vi kommer visa detta genom ett motsägelsebevis.
Antag att det finns en sådan avbildning f. Betrakta ett element i bildmängden: B := {x ∈ X : x ∉ f(x)} ∈ P(X). B är väldefinierad, eftersom f är väldefinierad. Eftersom f är bijektiv finns ett b ∈ X : f(b) = B. Vi ställer oss frågan: gäller b ∈ B?
Antag b ∈ B. Detta stämmer inte, ty B = f(b) och kravet för att vara med i B är just x ∉ f(x), så b ∉ B.
Antag b ∉ B. Detta kan inte heller stämma, ty B = f(b), så b uppfyller kravet för att vara med i B, så b ∈ B.
Motsägelse! Vårt ursprungliga antagande att det finns en sådan avbildning f måste därför förkastas, och satsen är bevisad.
B är ett exempel på en barberarmängd.
En annan formulering av samma sak är |α| < |P(α)| för alla mängder α. Här står P(α) för potensmängden av α (dvs mängden av alla delmängder till α) och |α| betyder kardinaliteten för α (dvs antalet element i α). Ett annat sätt att formulera satsen i ord är att säga att varje mängd har fler delmängder än den har element.
ℵ₀ är kardinaliteten för de naturliga talen, den minsta oändliga mängden. Enligt Cantors sats är {\displaystyle \scriptstyle {2^{\aleph _{0}}}} alltså en större oändlighet. {\displaystyle \scriptstyle {2^{\aleph _{0}}}} är kardinaliteten för de reella talen. Enligt kontinuumhypotesen är {\displaystyle \scriptstyle {2^{\aleph _{0}}\,=\,\aleph _{1}}}, dvs {\displaystyle \scriptstyle {2^{\aleph _{0}}}} är den kardinalitet som följer närmast efter ℵ₀ i storleksordning. I vanlig mängdteori, ZFC, kan man dock inte bevisa att kontinuumhypotesen är vare sig sann eller falsk, det är ett så kallat oavgörbart påstående.